# Nawino
Nawino [pronunciación en polaco: /naˈvinɔ/] (anteriormente en alemán Naffin) es un pueblo ubicado en el distrito administrativo de Gmina Białogard, dentro del Condado de Białogard, Voivodato de Pomerania Occidental, en el norte de Polonia occidental. Se encuentra aproximadamente a 9 kilómetros al sur de Białogard y a 108 kilómetros al noreste de la capital regional Szczecin.
Antes de 1945, el área fue parte de Alemania. Para la historia de la región, véase Historia de Pomerania.